# Diacritiques de l'alphabet grec
Vous lisez un « bon article » labellisé en 2007.
Cette page contient des caractères spéciaux ou non latins. S’ils s’affichent mal (▯, ?, etc.), consultez la page d’aide Unicode.
 (octobre 2020).
Si vous disposez d'ouvrages ou d'articles de référence ou si vous connaissez des sites web de qualité traitant du thème abordé ici, merci de compléter l'article en donnant les références utiles à sa vérifiabilité et en les liant à la section « Notes et références ».
Les diacritiques de l'alphabet grec sont un ensemble de signes ajoutés aux signes graphiques (les lettres) pour en modifier la prononciation. L’alphabet grec originel ne possédait aucun diacritique : la langue fut, pendant des siècles, écrite seulement en capitales. Les diacritiques, eux, sont apparus à la période hellénistique mais ne sont devenus systématiques qu'au Moyen Âge, à partir du IXe siècle. Le grec (ancien et moderne) tel qu'il est écrit actuellement est donc le résultat de plusieurs siècles d'évolution ; les diacritiques y sont maintenant obligatoires.

## Développement historique
L'alphabet grec est attesté depuis le VIIIe siècle av. J.-C., mais jusqu'en 403 av. J.-C., les lettres grecques, qui n'existent qu'en capitales, se tracent différemment selon les polis, les États. Cette année-là, les Athéniens décident d'employer l'alphabet en usage à Milet (en Ionie) et qui va s'imposer au reste du monde grec, supplantant plus ou moins vite les alphabets grecs archaïques, dits épichoriques (« local, qui n'existe que dans un lieu »). Le modèle ionien, cependant, n'est composé que de capitales.
C'est à l'époque hellénistique que les grammairiens alexandrins, en particulier Aristophane de Byzance (iiie et iie siècles av. J.-C.), inventent le système de notation de l'accentuation.  Ceux-ci consistent essentiellement en esprits, marques d'aspiration (l'aspiration étant toutefois déjà notée sur certaines inscriptions, non au moyen de diacritiques mais de lettres pleines ou de lettres modifiées), et en accents, dont l'usage va peu à peu se généraliser, avant d'être perfectionné au Moyen Âge. Il faut attendre le IIe siècle pour que les accents et les esprits apparaissent, sporadiquement, dans les papyrus.
À partir du début du IXe siècle, la ponctuation, les minuscules (formant un ensemble composite de formes cursives et de réductions de capitales) et les diacritiques se systématisent, et les manuscrits plus anciens sont même corrigés. L'imprimerie accélérera le processus de normalisation,.
En grec, les signes diacritiques se placent habituellement au-dessus des lettres minuscules, et à gauche des majuscules lorsque seule la première lettre du mot est en majuscule. Dans les mots ou phrases entièrement en lettres capitales, ils sont aujourd’hui omis, excepté pour les diarèses ou la conjonction ή (« ou »). Ils ont aussi été placés au-dessus ou à droite des lettres capitales auparavant par certains éditeurs ou dans certains styles archaïques. Sans la plupart des signes diacritiques, les mots en majuscules peuvent parfois être ambigus.

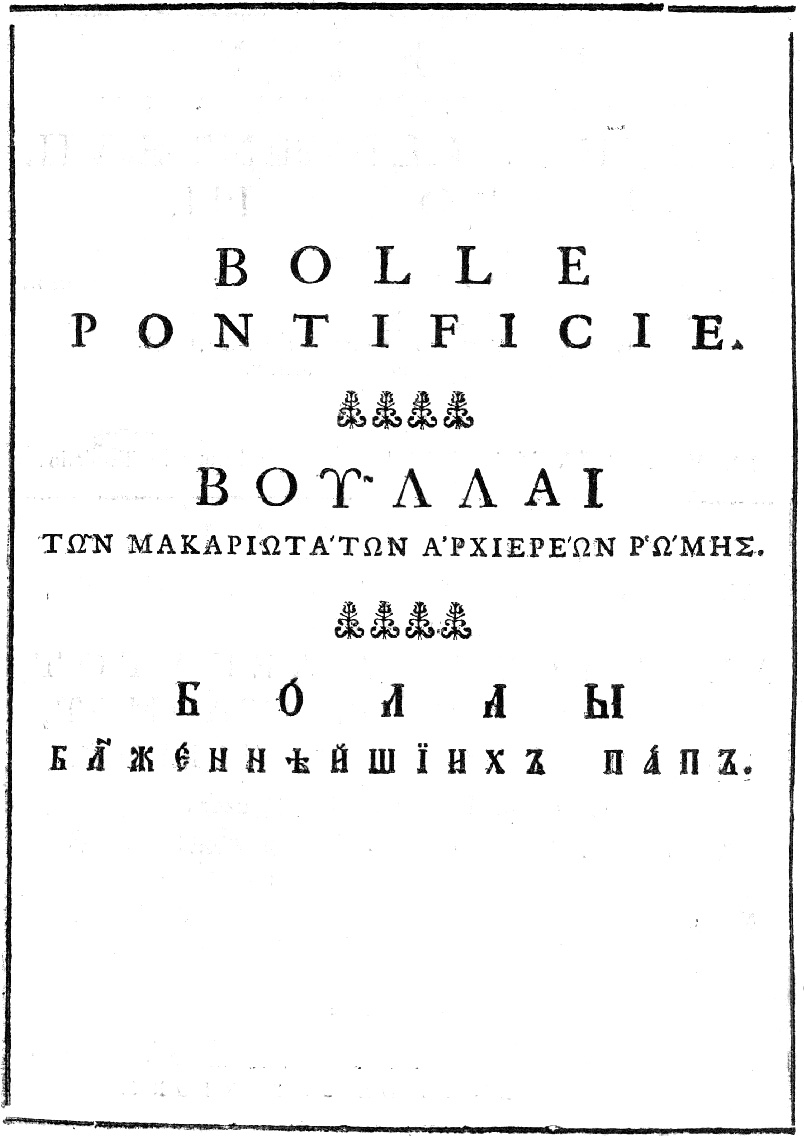
Titre de Bolle Pontificie publié en 1762, en latin, grec et serbo-bosniaque, avec les signes diacritiques à gauche et à droites des lettres capitales. Par exemple ‹ Βοῦλλαι ›  et ‹ Ρὥμης › imprimé en capitales comme ‹ ΒΟΥ῀ΛΛΑΙ › et ‹ Ρ῾Ω´ΜΗΣ ›.
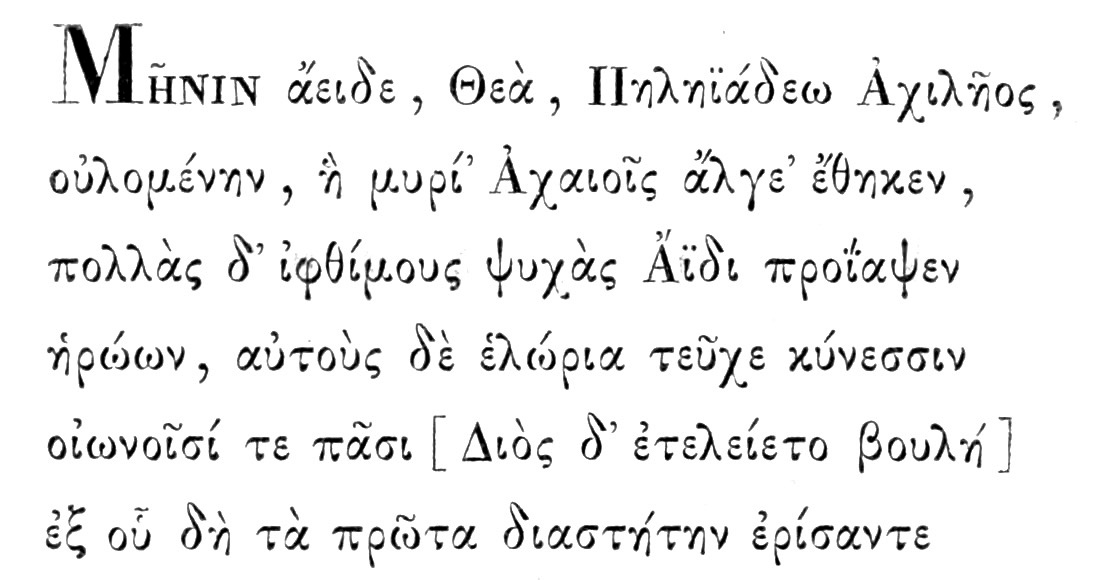
Premier paragraphe de l’Illiade d’Homère dans la traduction de Dugas Montbel publiée  par Firmin-Didot en 1828, avec les signes diacritiques au-dessus des lettres capitales.
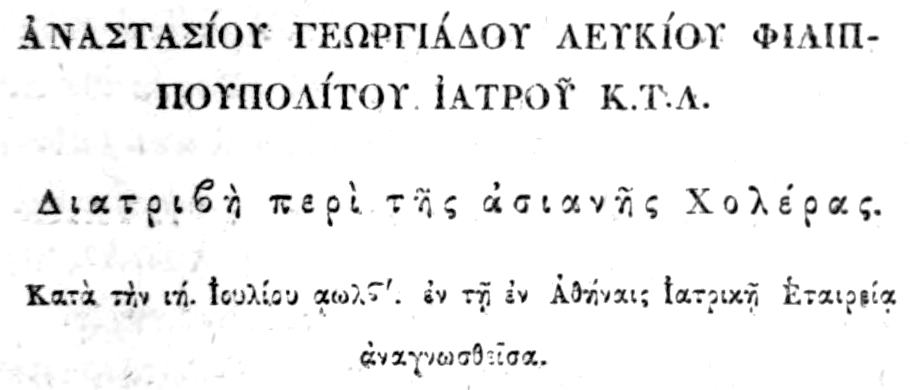
Titre d’article dans Ασκληπιος [Asklēpios] du 1er août 1836 avec les signes diacritiques au-dessus des lettres capitales.
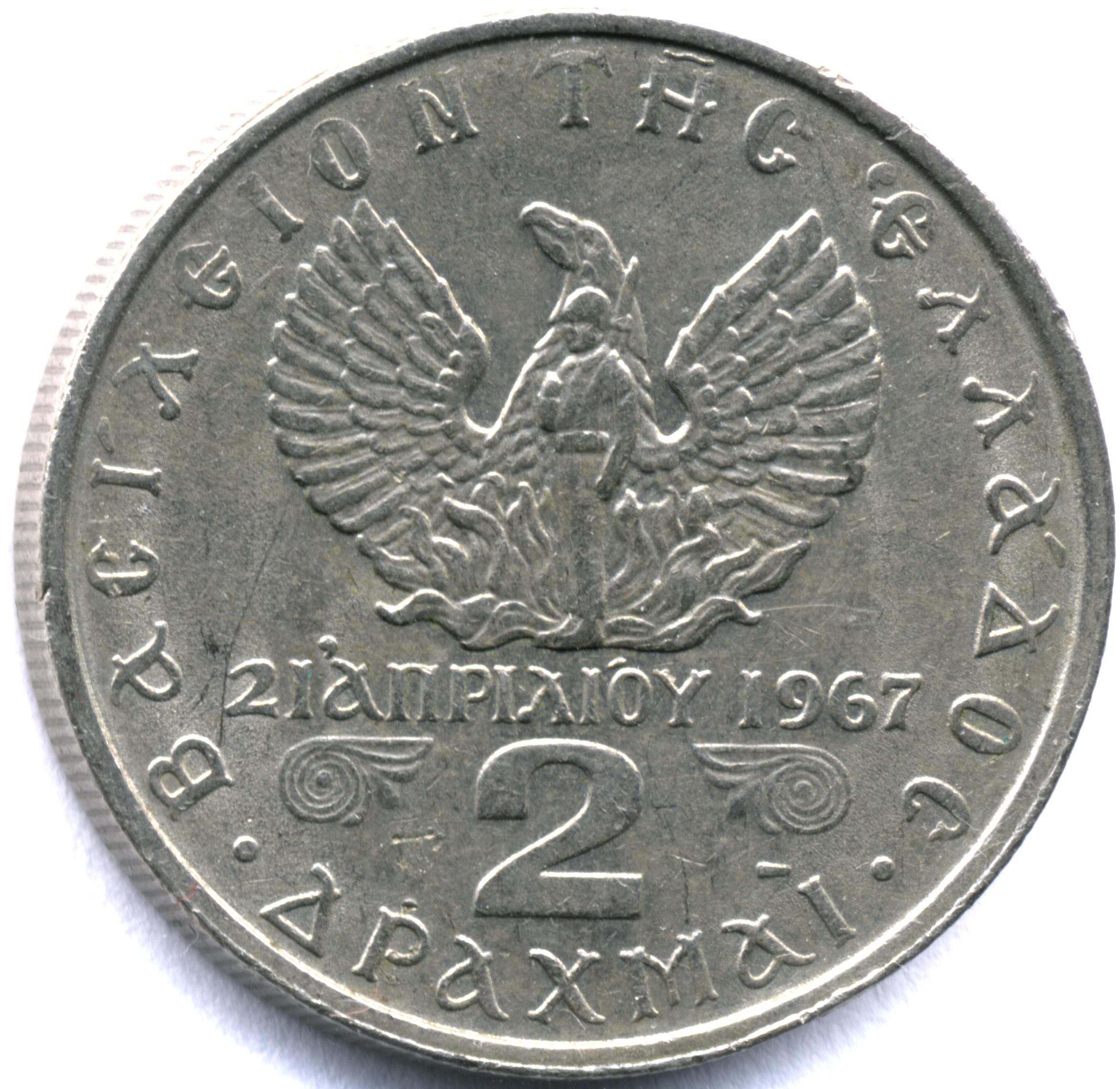
Pièce de 2 drachmes de 1971 avec un style byzantin en lettres capitales avec les signes diacritiques.

Ce n'est que récemment, en 1982, que l'ancien système, dit « polytonique », qui indiquait les accents et les esprits en usage dans le grec ancien mais qui n'avaient plus cours a été remplacé par un système « monotonique » qui n'a gardé que l'accent aigu marquant la syllabe à accentuer fortement dans le grec parlé.

## Système polytonique
Les diacritiques servant au grec ancien sont donc plus nombreux que ceux du grec moderne. On nomme « système polytonique » (πολυτονικὸν σύστημα / polytonikòn sýstêma) l'ensemble des règles d'utilisation des diacritiques de la langue ancienne : en effet, cette langue se distinguait par l'existence de trois accents, en fait des modulations, d'où le terme polytonique, « à plusieurs intonations ». On oppose ce système complexe à celui dit monotonique, utilisé actuellement pour le grec moderne (voir plus bas).

### Esprits
Les esprits ou spiritus ne s'écrivent que sur une voyelle ou une diphtongue initiale ainsi que sur la consonne rhô (Ρ ρ). Leur nom signifie proprement « souffle » (du latin spiritus) et non « âme ». Ils indiquent la présence (esprit rude ou spiritus asper : ῾) ou non (esprit doux ou spiritus lenis : ᾿) d'une consonne /h/ devant la première voyelle du mot.
Leur placement se fait selon les règles suivantes :
- au-dessus d'une lettre minuscule : ἁ, ἀ, ῥ, ῤ ;
- à gauche d'une lettre capitale majuscule : Ἁ, Ἀ, Ῥ, ᾿Ρ ;
- sur la seconde voyelle d'une diphtongue : αὑ, αὐ, Αὑ, Αὐ.

Tout mot à initiale vocalique ou débutant par un rhô doit porter un esprit. Un texte en capitales au long n'en portera cependant pas. Un iôta adscrit (voir plus bas) ne pouvant pas porter de diacritiques, il sera distingué de cette manière : Ἄιδης n'est donc pas composé de la diphtongue ᾰι, qui serait diacritée Αἵ- avec la majuscule, mais de la diphtongue à premier élément long ᾱι, qu'on pourrait aussi écrire ᾍ-.

#### Esprit rude
À l'origine, dans l'alphabet qu'utilisaient les Athéniens, le phonème [h] était rendu par la lettre êta (Η), qui a donné le H latin. On a vu que lors de la réforme de 403 av. J.-C., on a adopté un modèle d'alphabet ionien, qui s'est imposé à l'ensemble de la Grèce. Or dans ce modèle, êta en était venu à noter un [ɛː] ([ɛ] long) : un nouveau rôle rendu possible par la psilose (disparition de l'aspiration) survenue en grec ionien, qui permettait d'employer Η pour noter maintenant cette lettre. Par conséquent, une fois le modèle ionien popularisé, il n'était plus possible de noter le phonème [h] alors même que celui-ci restait prononcé dans certains dialectes, dont l'ionien-attique d'Athènes et, partant, la koinè, jusqu'à l'époque impériale.
Pour noter cet esprit, Aristophane de Byzance  (iiie et iie siècles av. J.-C.) systématise l'utilisation d'un Η coupé en deux dont on trouve des attestations épigraphiques antérieures (à Tarente et Héraclée, cités de la Grande-Grèce). Cette partie de Η donna Ⱶ, parfois L, caractère ensuite simplifié en ◌⳰ dans les papyrus puis en ◌̔ à partir du XIIe siècle, devenant le diacritique nommé πνεῦμα δασύ / pneûma dasý, « souffle rude ». Il ne faut pas perdre de vue qu'à cette époque le phonème [h] avait déjà disparu du grec. L'invention et le perfectionnement de ce diacritique qui était devenu inutile est donc d'un archaïsme grammatical exceptionnel.
L'emploi de l'esprit rude comme diacritique, cependant, se limite aux initiales vocaliques et au rhô en début de mot ; il n'est donc pas possible d'indiquer facilement la présence de [h] à l'intérieur d'un mot ou devant une consonne : ὁδός se lit hodós (« route ») mais dans le composé σύνοδος sýnodos (« réunion », qui donne synode en français), rien n'indique qu'il faut lire sýnhodos. En grammaire grecque, on dit d'un mot débutant par [h] qu'il est « δασύς » dasýs (« rude »).
Si l'on considère maintenant le cas de la lettre rhô, on constate dans le dialecte ionien-attique (celui d'Athènes qui, devenu la koinè, a donné naissance au grec moderne), que le phonème /r/ était toujours sourd à l'initiale : ῥόδον (« (la) rose ») se prononçait ['r̥odon] et non ['rodon]. Pour noter ce phénomène, le rôle de l'esprit rude a été étendu : tout rhô initial doit donc le porter. Cela explique pourquoi les mots d'origine grecque débutant par un r passés en français s’écrivent toujours rh- : rhododendron, par exemple. Toutefois, comme il existe des dialectes à psilose (disparition de l'aspiration, comme par exemple l'éolien de Sappho), les éditions modernes de tels textes utilisent parfois l'esprit doux sur le rhô initial.
Sauf dans les éditions françaises, lorsque deux rhô se suivent dans un même mot, il est possible de les écrire ῤῥ, comme dans πολύῤῥιζος/polýrrhizos (« qui a plusieurs racines »). Dans une édition française, le mot serait écrit πολύρριζος. Il s'agit d'une graphie étymologisante retrouvé sous la forme -rrh- dans des mots français tels que catarrhe (du grec κατὰ/katà « de haut en bas » + ῥέω/rhéô « couler »).

#### Esprit doux
Alors que l'esprit rude indique la présence d'un phonème [h], l'esprit doux note l'absence d'un tel phonème : de fait, il n'a aucun rôle, si ce n'est de permettre une meilleure lecture ; en effet, puisque seules les voyelles initiales peuvent le porter, comme l'esprit rude, il indique clairement le début de certains mots. Dans les manuscrits médiévaux, souvent de lecture malaisée, il est évident qu'un tel signe joue un rôle somme toute non négligeable.
L'invention de l'esprit doux, ou πνεῦμα ψιλόν/pneûma psilón « souffle simple », est aussi attribuée à Aristophane de Byzance, mais il a cependant préexisté. Il s'agit simplement de l'inversion du rude : le demi-êta Ꟶ aboutit à ◌⳱ puis à ◌̓.

#### Corônis
En cas de crase (contraction de deux voyelles en hiatus entre deux mots liés par le sens), la voyelle issue de la fusion des deux voyelles porte un signe de même forme qu'un esprit doux (aux premiers temps, il s'agissait d'une apostrophe), la κορωνίς / korônís (littéralement : « petit crochet »). Puisqu'un esprit doux ne peut se trouver que sur la lettre initiale d'un mot, il n’est pas possible de confondre la corônis avec l’esprit : καὶ ἐγώ / kaì egố (« moi aussi ») donne κἀγώ / kagố après crase.
La crase se limite à un petit nombre d'expressions, parmi lesquelles la célèbre dénomination de l’« homme de bien », en grec καλὸς κἀγαθός / kalòs kagathós, crase pour καλὸς καὶ ἀγαθός / kalòs kaì agathós (proprement : « beau et bon »).
Lorsque la première des deux voyelles se contractant porte une aspiration, la corônis est remplacée par un esprit rude : ὁ ἐμός / ho emós > οὑμός / houmós (« le mien »). Si c'est la deuxième voyelle qui est aspirée et cette aspiration peut être indiquée au moyen d'une consonne aspirée, la corônis reste douce : τῇ ἡμέρᾳ / tễ hêmérâ > θἠμέρᾳ / thêmérâ (« au jour », datif singulier).
L'usage de la corônis n'est pas très ancien et ne date que du Moyen Âge.

### Diphtongues et signes de modification vocalique

#### Tréma ou diérèse
Apparu au cours du Moyen Âge, le tréma, ou διαίρεσις/diaíresis (qui donne en français diérèse) se met sur un iôta ou un upsilon afin d'indiquer que ces deux lettres ne forment pas le second élément d'une diphtongue mais le début d'une nouvelle syllabe, presque exactement comme en français (aïe, aiguë/aigüe). On le trouve dans un petit nombre de mots : αὐτή/autế [auˈtɛː] « elle-même », mais ἀϋτή/aütế [ayːˈtɛː] « cri de guerre », ou encore ῥοΐσκος/roḯskos [r̥oˈiskos] « gland en forme de grenade décorant le bas de la robe du grand-prêtre des Juifs ».
Dans certaines éditions, le tréma est omis si la graphie n'est pas ambiguë ; ἀϋτή/aütế peut très bien s'écrire ἀυτή : la place de l'esprit suffit à indiquer le statut indépendant de l'upsilon.
Le tréma s'utilise dans un texte en capitales au long contrairement aux esprits et accents. Il ne peut pas se trouver en début de mot.

#### Iota «muet»
La langue grecque classique connaissait des diphtongues à premier élément long, ᾱι [aːʲ], ηι [ɛːʲ] et ωι [ɔːʲ], fréquentes dans la flexion nominale et verbale. Ces diphtongues, cependant, ont été simplifiées à partir du IIe siècle av. J.-C. pour le dialecte d'Athènes, soit par abrègement du premier élément : [aːʲ] > [aʲ], soit, cas le plus fréquent, par monophtongaison : [aːʲ] > [aː] (amuïssement du second élément). Les inscriptions antiques écrivent donc ΑΙ, ΗΙ, ΩΙ avant le IIe siècle et Α, Η, Ω ensuite.
Les manuscrits médiévaux, à partir du XIIIe siècle, cependant, gardent une trace étymologique de ces anciennes diphtongues (il ne faut pas perdre de vue que les diacritiques ont été conçus par les grammairiens de l'Antiquité) en écrivant l'iôta afin de marquer qu'il est muet (ce qui n'est vrai qu'à leur époque, pas à celle de la rédaction des textes classiques d'avant le IIe siècle). On le place sous la voyelle concernée en nommant ce diacritique iôta souscrit : νεανίᾳ/ neaníâi « jeune homme », κεφαλῇ/kephalễi « tête », δώρῳ/dốrôi « don » (tous trois au datif singulier). Une lettre capitale peut rarement recevoir l’iôta souscrit : on écrira dans ce cas ᾼ, ῌ, ῼ ; mais, le plus souvent, comme c'est toujours le cas lorsque le mot est entièrement écrit en majuscules), l'iôta est adscrit (et en minuscule) : Αι, Ηι, Ωι ; de plus, un iôta adscrit ne reçoit aucun diacritique. Ainsi, le verbe « chanter » s'écrit ᾄδω/ấidô s'il ne commence pas une phrase et Ἄιδω (ou plus rarement ᾌδω) en début de phrase. La dernière graphie montre bien combien la place des diacritiques importe : Ἄι doit être lu comme [ˈaːʲ] ; s'il s'agissait de la diphtongue normale, l'iôta recevrait les diacritiques : Αἴ [ˈaʲ].

### Signes philologiques
Certains signes sont utilisés à des fins purement grammaticales ou philologiques ; ils n'apparaissent donc que dans des ouvrages didactiques, philologiques ou scientifiques (épigraphie, papyrologie, paléographie, etc.).
C'est le cas du macron et de la brève (deux diacritiques datant du Moyen Âge), qui permettent d'indiquer la quantité des voyelles α a, ι i, υ u. En effet, l'écriture est ambiguë puisque le même signe note deux phonèmes. L'alpha, par exemple, peut valoir [a] ou [aː]. Afin de faire apparaître la quantité, on utilisera ᾱ/ā pour [aː] et ᾰ/a pour [a] et on fera de même avec ῑ/ī et ῐ/i, ῡ/ū et ῠ/u.
Enfin, dans les éditions philologiques, les lettres dont la lecture n'est pas sûre (la plupart du temps parce que la source, manuscrit ou papyrus, est corrompue et il n'y a pas d'autre source permettant de comparer) sont traditionnellement accompagnées d'un point souscrit. Voici, à titre d'exemple, un fragment de Sappho tel que présenté dans le Greek Lyric, Sappho and Alcaeus, édité par David A. Campbell chez Loeb Classical Library (les passages manquants sont entre crochets droits ; les lettres qui y sont placées sont supputées ; le point seul indique la présence d'une lettre illisible) :
]ανάγα̣[
] . [ ]εμνάσεσθ’ ἀ[
κ]αὶ γὰρ ἄμμες ἐν νεό[τατι
ταῦ̣τ̣’ [ἐ]πόημμεν·
πό̣λ̣λ̣α̣ [μ]ὲν γὰρ καὶ κά[λα
. . .η̣ . [ ]μεν, πολι[
ἀ]μμε̣[ . ]ὀ[ξ]είαις δ̣[
 
Papyrus d'Oxyrhynque 1231, fragment 13 + 2166(a)7a

### Accents toniques
La langue grecque de l'Antiquité était à accent de hauteur, au même titre que le lituanien classique ou que le sanskrit védique. Elle connaissait deux ou trois (il n'est pas aisé de trancher) accents, dont une modulation (consulter Accentuation du grec ancien) : 
- une élévation de la voix ;
- une élévation puis une chute (modulation) ;
- peut-être une chute.

L'une des inventions majeures des philologues alexandrins, peut-être encore Aristophane de Byzance, avec celle des esprits, a consisté à indiquer la place des accents, ce que les inscriptions classiques n'avaient jamais fait. Le système choisi est simple : ce sont des accents dont le tracé représente la modulation vocale. Ainsi, l'élévation de la voix (↗) est représentée par un trait ascendant suscrit, l'accent aigu : ´ ; la modulation montante puis descendante (↗↘) par l'accent dit circonflexe ^, mais généralement rendu comme un tilde, ou parfois aussi comme une brève inversée ◌̑ (c'est le cas avec la police utilisée pour les entrées du Dictionnaire grec-français d'Anatole Bailly). Enfin, l'absence d'élévation ou la descente (↘) est symbolisée par un trait descendant, l'accent grave : `. À l'origine destinés à faciliter la lecture des textes d'Homère, ces signes alexandrins à visée didactique étaient placés sur chaque voyelle d'un mot : Ἂφρὸδίτὴ, l'accent grave indiquant visiblement une absence d'élévation de la voix. Rapidement, seul l'accent aigu a été conservé : Ἀφροδίτη.
Le placement des accents suit celui des esprits :
- au-dessus d'une lettre minuscule : ά, ᾶ, ὰ ;
- à gauche d'une capitale majuscule ; dans ce cas, le signe est nécessairement précédé d'un esprit : Ἄ, Ἂ, Ἆ ;
- sur la deuxième voyelle d'une diphtongue ; si celle-ci est initiale, l'accent se place après l'esprit : αύ, αὺ, αῦ, αὔ, αὒ, αὖ, Αὔ, Αὒ, Αὖ.

Tous les mots ne portent pas d'accent (il existe des enclitiques et des proclitiques). Dans un texte en capitales au long, les accents et les esprits sont omis.
Le système accentuel du grec et ses règles sont décrits en détail dans l'article « Accentuation du grec ancien ».

#### Accent aigu, ton haut
Nommée τόνος ὀξύς / tónos oxús, « intonation aiguë », l'élévation de la voix est représentée par l'accent aigu. D'après des témoignages de philologues antiques, cette élévation atteignait une quinte.
L'accent aigu peut se trouver sur une voyelle ou une diphtongue de n'importe quel timbre, mais sa position dans le mot respecte les lois de limitation (en pratique, il ne remonte pas au-delà de la syllabe antépénultième si la dernière voyelle est brève, au-delà de la pénultième si la dernière voyelle est longue).

#### Accent grave, ton bas
L'intonation grave ou τονὸς βαρύς/tonòs barýs est marquée par l'accent grave. Il n'est pas possible de déterminer exactement comment cette intonation était réalisée. Dans les premiers temps, toute voyelle atone pouvait le porter (Ἂφρὸδίτὴ), ce qui laisserait penser qu'il ne s'agit pas d'une intonation particulière, comme une chute de la hauteur de la voix, mais d'une absence d'intonation. L'usage, cependant, en a limité l'emploi aux mots à finale aiguë suivis d'un autre mot tonique, mais on ignore ce que cela indique réellement.
Ainsi, l'on utilise l'accent grave en remplacement de l'accent aigu final d'un mot ne se trouvant pas devant une pause : par exemple, τονός/tonós devient τονὸς/tonòs devant βαρύς/barýs. Il ne peut donc se trouver qu'en finale.

#### Apostrophe et modification des diacritiques en cas d'élision et de crase
En cas d'élision, simple ou aphérèse par élision inverse, la lettre élidée pouvait porter un accent (mais pas un esprit : on n'élide pas les voyelles seules, comme l'article ὁ / ho, « le », ou le pronom relatif ὅ / hó « qui (neutre) ») : 
- élision simple : la voyelle élidée est remplacée par une apostrophe. Il faut ensuite considérer la nature du mot à élider : 
  - prépositions et conjonctions disyllabique, monosyllabes toniques : l'accent disparaît simplement : μετὰ δέ + ἡμῶν/metà dé + hêmốn > μετὰ δ’ ἡμῶν/metà d’hêmốn (« avec nous »), ἀλλά + ἐγώ / allà + egố > ἀλλ’ ἐγώ/all’ egố (« mais moi »),
  - mot polysyllabique portant un accent aigu final : l'accent aigu est reporté sur l'avant-dernière syllabe : πολλά + εἶδον/pollá + eĩdon > πόλλ’ εἶδον (« j'ai vu de nombreuses choses »),
- aphérèse par élision inverse : l'usage le plus fréquent consiste à remplacer la voyelle élidée par une apostrophe tandis que l'accent n'est pas reporté : ὦ ἄναξ / ỗ ánaks > ὦ ’ναξ / ỗ ’naks (« ô roi ! »). Dans certaines éditions, plus rarement, l'accent est conservé mais n'a aucune valeur : ὦ ῎ναξ/ỗ ’'naks.

Pour une analyse plus détaillée des processus impliqués, consulter l'article « Accentuation du grec ancien ».
Lorsque deux mots se sont fondus en raison d'une crase, seul le second mot importe : 
- si celui-ci est un proclitique, le résultat de la crase est atone : καὶ οὐ/kaì ou > κοὐ / kou (« et ne pas ») ;
- s'il porte un accent aigu sur l'avant-dernière voyelle, la crase porte le plus souvent un circonflexe : τὰ ἄλλα/tà álla > τἆλλα / tãlla (« les autres (neutre) ») ;
- dans les autres cas, l'accent du second mot est conservé tel quel :

ὦ ἄνθρωπε/ỗ ánthrôpe > ὤνθρωπε / ốnthrôpe (« ô homme ! »).
Le résultat d'une crase doit porter une corônis ou un esprit rude.

### Conjonction des diacritiques
Une voyelle initiale minuscule peut porter au maximum trois diacritiques différents. Il faut donc bien les placer : l'accent tonique se place à droite de l'esprit ou de la corônis (ἄ), au-dessus si c'est un circonflexe (ἆ). L'iôta muet est souscrit et ne gêne pas les diacritiques suscrits (ῳ). L'accent circonflexe se place au-dessus du tréma (ῧ), les autres accents entre les deux points (ΐ).
Avec des majuscules capitales, les diacritiques se placent à gauche de la lettre et l'iôta muet est adscrit : Ἄ, Ἆ, Ωι, excepté dans le diarèse : Ϋ͂, Ϊ.
Le caractère complexe ᾗ, ci-dessus, forme un mot unique, qui se lit hễi et signifie « à qui » (datif féminin du pronom relatif).

## Système monotonique

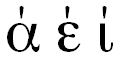
Accents toniques représentés avec un accent vertical, forme erronée selon Haralambous.

Au cours de sa longue histoire, la langue grecque continua d'évoluer. À partir de la koinè, l'accent de hauteur est devenu un accent d'intensité, la consonne [h] s'est perdue (psilose), l'iôta « muet » l'est réellement devenu : les trois accents, les esprits et l'iôta souscrit sont donc inutiles pour noter la langue actuelle, le démotique (δημοτική / dimotikí) et dans des usages modernisés de la katharévousa (καθαρεύουσα / katharévousa) qui peut aussi conserver les diacritiques anciens par tradition.
Il fallut cependant attendre avril 1982 pour que le gouvernement grec accepte par décret le système dit monotonique (μονοτονικό σύστημα / monotonikó sístima) car il n'utilise qu'un seul type d'accent écrit, qui note la place de l'accent tonique. Cet accent unique, nommé τόνος / tónos, remplace les trois accents du grec ancien, qui se sont confondus. On le trace généralement comme un accent aigu, bien que certains éditeurs préfèrent un accent droit (exemples ci-contre), afin de bien marquer la distinction : Unicode, à cet égard, offre un emplacement spécifique aux lettres accentuées du système monotonique. Selon la police affichée, les accents aigus polytoniques et les accents monotoniques peuvent prendre un œil (tracé) différent. Selon Yannis Haralambous, « l’accent vertical n’a jamais existé en grec, du moins avant l’arrivée des premières polices américaines le contenant… et subitement on a donc vu des livres composés avec l’accent vertical. » Le glyphe de l’accent tonique dans la table de caractères grecs d’Unicode a d’ailleurs été corrigé pour ne plus être vertical depuis la version 3.0 d’Unicode.
Le grec actuel utilise encore le tréma pour lever les ambiguïtés : Ευρωπαϊκό / Evropaïkó, « européen » ; sans tréma, le mot *Ευρωπαικό / Evropaikó se lirait *Evropekó.
L'accent aigu ne s'emploie normalement pas pour les monosyllabes. Il peut cependant fonctionner de manière réellement diacritique et permettre de distinguer des homonymes comme που / pou, pronom relatif et πού / poú, adverbe interrogatif de lieu (« où ? »).
Enfin, la numération grecque alphabétique datant de l'Antiquité est encore utilisée à la manière des chiffres romains ; la κεραία / keraía ainsi que l'αριστερή κεραία / aristerí keraía sont employés comme signes auxiliaires servant à isoler les lettres numérales mais ne sont pas réellement des diacritiques. Ainsi : 1996 = ͵αϡϟϛ, 42 =  μβʹ.